# Antoni Ricart i Salas
Antoni Ricart i Salas (Sabadell, 1917-1983) fou un músic català. Va estudiar a l'Escola Municipal de Música de Sabadell amb Josep Masllovet i amb Mateu Rifà i al 16 anys ja formava part de l'orquestra American Jazz. El 1939 formà l'Orquestra Ricart i de 1947 a 1969 formà diverses orquestres (Diamantes Ricart, Dixieland, Zafiros, Diamants Show), amb les quals va recórrer amb èxit tot Catalunya i bona part d'Europa.